# Demos From The Basement
Demos from the Basement (Demos del sótano) es el demo de la banda The Used, grabado en el sótano de Branden Steineckert, baterista de la banda, este, además se encargó de su producción y distribución. 
La mayoría de las canciones de este demo fueron grabadas para su álbum debut, a excepción de It Could be a Good Excuse y Zero Mechanism, canciones que fueron agregadas a su compilatorio Maybe Memories, lanzado en el 2003, en dicho álbum, se regrabó la canción Just a Little, perteneciente a este demo.
La banda en aquel entonces se llamaba Used, por lo que fue distribuido bajo ese nombre e enviado al productor John Feldmann, al encontrar bueno el demo, se encargó de enviarlo a discográficas, por lo que varias se interesaron en la nueva banda, firmando con Reprise Records en 2002, y cambiando su nombre a The Used, ya que otra banda ocupaba ese nombre. 

## Listado de canciones
1. Maybe Memories - 2:35
2. A Taste of Ink - 2:38 (Renombrada como The Taste of Ink)
3. Say Days Ago - 3:13
4. Poetic Tragedy) - 3:55
5. Box of Sharp Objects - 2:17 (Renombrada como A Box Full of Sharp Objects)
6. Just a Little - 2:54
7. It Could be a Good Excuse - 2:50
8. Zero Mechanism - 2:33
9. Greener with the Scenery - 3:12
10. Pieces Mended - 3:20

## Créditos
- Bert McCracken - voces
- Quinn Allman - guitarra, coros.
- Jeph Howard - bajo, coros.
- Branden Steineckert - batería, coros, producción.

- Datos: Q5802513